# Liběšice (Litoměřicei járás)
Liběšice település Csehországban, a Litoměřicei járásban. Liběšice Levín, Křešice, Chotiněves, Úštěk, Třebušín, Ploskovice, Lovečkovice, Býčkovice, Horní Řepčice és Drahobuz településekkel határos. Lakosainak száma 1543 fő (2024. január 1.).

## Népesség
A település lakosságának változását az alábbi diagram mutatja:
| Lakosok száma | 2873 | 2895 | 2764 | 1942 | 1639 | 1549 | 1530 | 1530 | 1450 | 1543 |
|               | 1869 | 1900 | 1921 | 1961 | 1980 | 2011 | 2016 | 2019 | 2021 | 2024 |